# 圆锥菝葜
圆锥菝葜（学名：Smilax bracteata），为百合科菝葜属下的一个种。

## 扩展阅读
維基物種上的相關：圆锥菝葜